# Rhipidia (Rhipidia) gracililoba
Rhipidia (Rhipidia) gracililoba is een tweevleugelige uit de familie steltmuggen (Limoniidae). De soort komt voor in het Neotropisch gebied.